# Pycnophyllopsis tetrasticha
Pycnophyllopsis tetrasticha là loài thực vật có hoa thuộc họ Cẩm chướng. Loài này được (Mattf.) M. Timana miêu tả khoa học đầu tiên.